# Prosciutto di Norcia
Le Prosciutto di Norcia est le nom d'un produit de la charcuterie attribué - par un label de qualité  européen - à un jambon cru affiné dans des communes proche de Norcia dans la province de Pérouse.
Depuis 1997,  il est protégé par le label d'origine Indicazione geografica protetta.

## Caractéristiques
Déjà réputé aux temps des Romains, le savoir-faire caractéristique des paysans de la région dans l'art de la conservation des viandes de porc  est  lié à un environnement naturel propice à une bonne maturation en raison des conditions climatiques et de la nature des terrains.
Lors de sa commercialisation, il présente une forme caractéristique de « poire », avec un poids supérieur à 8,5 kg.  Son aspect à la découpe est dense et d'une couleur variant du rosé au rouge. Il se distingue par un parfum typique légèrement épicé et par un goût savoureux, non salé.

## Aire géographique
Son aire de transformation, située à une altitude supérieure à 500 mètres, bénéficie d'un relief montagneux qui empêche les courants d'air humide venant du littoral, et par la présence de formations calcaires qui permettent la dispersion des eaux de pluie.
Elle comprend les territoires des communes de Norcia, Preci, Cascia, Monteleone di Spoleto et Poggiodomo. 